# 司隸
司隸，西晉以後改稱司州，是中國古代地名，在各朝代為所處地域不盡相同，唐代以後廢除，成為歷史名詞。

## 歷代沿革

### 兩漢時期
西漢元封五年（前106年），漢武帝為了加強中央集權，分天下為十三刺史部，各置刺史，而京師長安和京畿七郡仍由中央直轄。至西漢末年，司隸校尉原本職責由監督朝內的大臣與皇親國戚，兼及京師長安和京畿七郡的官員，遂步成為正式的行政區域。東漢時，司隸所部與西漢時期無異，為東漢十三州。其範圍約相當於今河北省南部、河南省北部、山西省南部及陝西省渭河平原。
建安十八年（213年），曹操受封魏公及九錫，並把全國合併為九州，司隸部分劃屬豫州、冀州及雍州。
- 历任司隸校尉

### 魏晉十六國時期
黃初元年（220年）曹魏建國，定都於洛陽（今河南省洛陽市東北），以原漢代司隸所領的河南、河東、河內、弘農4郡及冀州魏郡合置一州，仍名司隸，晉代魏後名稱不變。太康元年（280年）晉滅吳以後，全國分為十九個州部，司隸至此改稱司州。
三國時轄境略同於漢代司隸的三河地區。西晉時轄境相當於現今山西省石樓山、霍山縣以南、沁水以西，河南省濮陽、衛輝、朱仙鎮以西、外方山以北及陝西省黃河、華山以東，山東省冠縣、莘縣，河北省邢臺、任縣、雞澤、丘縣、館陶以南等地。永嘉以後淪沒於胡。
- 历任司州刺史

### 東晉十六國時期
晉元帝大興年間，司州僑治徐縣（今江蘇省泗洪縣南），此後或僑治合肥（今安徽省合肥市），或僑治襄陽（今湖北省襄陽市襄州區）。永和十二年（356年）桓溫第二次北伐收復洛陽，還治洛陽，興寧三年（365年）為前燕所克。淝水之戰後又還治洛陽，隆安年間又沒於後秦。義熙十二年（416年）劉裕置司州於虎牢（今河南省滎陽市西北汜水鎮）。南朝宋景平元年（423年）沒於北魏。
司州刺史
- 桓宣，339年
- 王胡之，349年
- 马敬，414年
- 刘裕，416年—417年
- 刘义隆，418年
- 刘义真，418年—419年
- 刘义康，419年
- 毛德祖，419年—423年

永嘉五年（311年）汉国君主劉聰取司州洛陽後，改司州為荊州。石勒取洛陽後，復為司州。另外，汉国在平阳建立司隶，后赵、冉魏、前燕在邺城建立司隶，成漢在成都建立司隶，后燕在中山建立司隶，南燕在广固建立司隶，北燕在龙城建立司隶，夏国在统万建立司隶，南凉在姑臧建立司隶。
前秦君主苻健據有關中，定都長安，以雍州置司隸校尉。

### 南北朝以後
- 司州 (南朝宋)：其一是南朝宋元嘉末僑置，治懸瓠縣（今河南汝南縣）。北魏獻文帝改為豫州。其二是南朝宋泰始中置，治平陽縣（今河南信陽市）。轄境相當今河南省淮河以南、竹竿河以西，湖北省大洪山以東，倒水以西，應城市、武漢市黃陂區以北地區。梁大通二年（528年）改名北司州，東魏武定七年（549年）改名南司州。北周平北齊改名申州。
  - 司州刺史
  - 尹冲，430年
  - 吉翰，430年—431年
  - 鲁爽，451年—453年
  - 鲁秀，453年—454年
  - 刘季之，458年—459年
  - 宋越，464年—465年
  - 垣闳，465年—466年
  - 庞孟虬，466年
  - 郑默，466年—468年
  - 常珍奇，468年—469年
  - 吕安国，469年—472年
  - 王瞻，472年—473年
  - 李安民，473年—475年
  - 姚道和，475年—478年
  - 周盘龙，478年—479年
  - 萧景先，479年—482年
  - 吕安国，482年—484年
  - 刘悛，484年—486年
  - 崔慧景，486年—491年
  - 刘楷，491年—493年
  - 薛渊，494年
  - 萧诞，494年—495年
  - 萧衍，495年—496年
  - 申希祖，496年—499年
  - 张冲，500年
  - 萧寅，500年—501年
  - 王僧景，501年
  - 蔡道恭，502年
- 司州 (北魏)：其一是北魏天興中置，治平城縣（今山西大同市東北）。太和中改名恒州。其二是北魏太和十七年（493年）自平成遷都洛陽（今河南洛陽市東北），舊置洛州於洛陽，至是改為司州。轄境相當今河南省洛陽、偃師、孟津、登封、禹縣等市縣。東魏天平元年（534年）遷都鄴，復改為洛州。西魏大統三年（537年）攻取洛陽，又改為司州，尋陷入高齊，又改為洛州。
- 司州 (東魏)：東魏天平元年自洛陽遷都鄴（今河北臨漳縣西南）；舊置相州於鄴，至是改為司州。北周建德六年（577年）滅北齊，復改司州為相州。
  - 司州刺史
  - 元悰，534年—535年
  - 元诞，535年—536年
  - 元悰，536年—537年
  - 元坦，537年—544年